# Санарика
Санарика (італ. Sanarica, сиц. Sanarica) — муніципалітет в Італії, у регіоні Апулія, провінція Лечче.
Санарика розташована на відстані близько 540 км на схід від Рима, 175 км на південний схід від Барі, 34 км на південний схід від Лечче.
Населення — 1470 осіб (2014).
Щорічний фестиваль відбувається 8 вересня. Покровитель — Madonna delle Grazie.

## Демографія
Населення за роками:

Станом на 1 січня 2023 року в муніципалітеті офіційно проживали 33 іноземці з 14 країн, серед них 15 громадян країн Євросоюзу.

## Сусідні муніципалітети
- Ботруньо
- Джуджанелло
- Муро-Леччезе
- Поджардо
- Сан-Кассіано
- Скоррано